# 查普曼 (伊利諾伊州)
查普曼（英語：Chapman）是位於美國伊利諾伊州蒙哥馬利縣的一個非建制地區。該地的面積和人口皆未知。

## 地理
查普曼的座標為39°06′20″N 89°19′01″W / 39.10556°N 89.31694°W，而該地的平均海拔高度為195米（即640英尺）。